# Alexandria – Treibhaus der Sünde
Alexandria – Treibhaus der Sünde (Originaltitel: Justine) ist ein 1968 entstandenes US-amerikanisches Filmdrama von George Cukor nach dem Roman Alexandria Quartett von Lawrence Durrell. Anouk Aimée ist in der Rolle der undurchschaubaren Justine zu sehen, Dirk Bogarde spielt einen britischen Konsularbeamten und Michael York den Englischlehrer Darley, Justines jugendlichen Liebhaber.

## Handlung

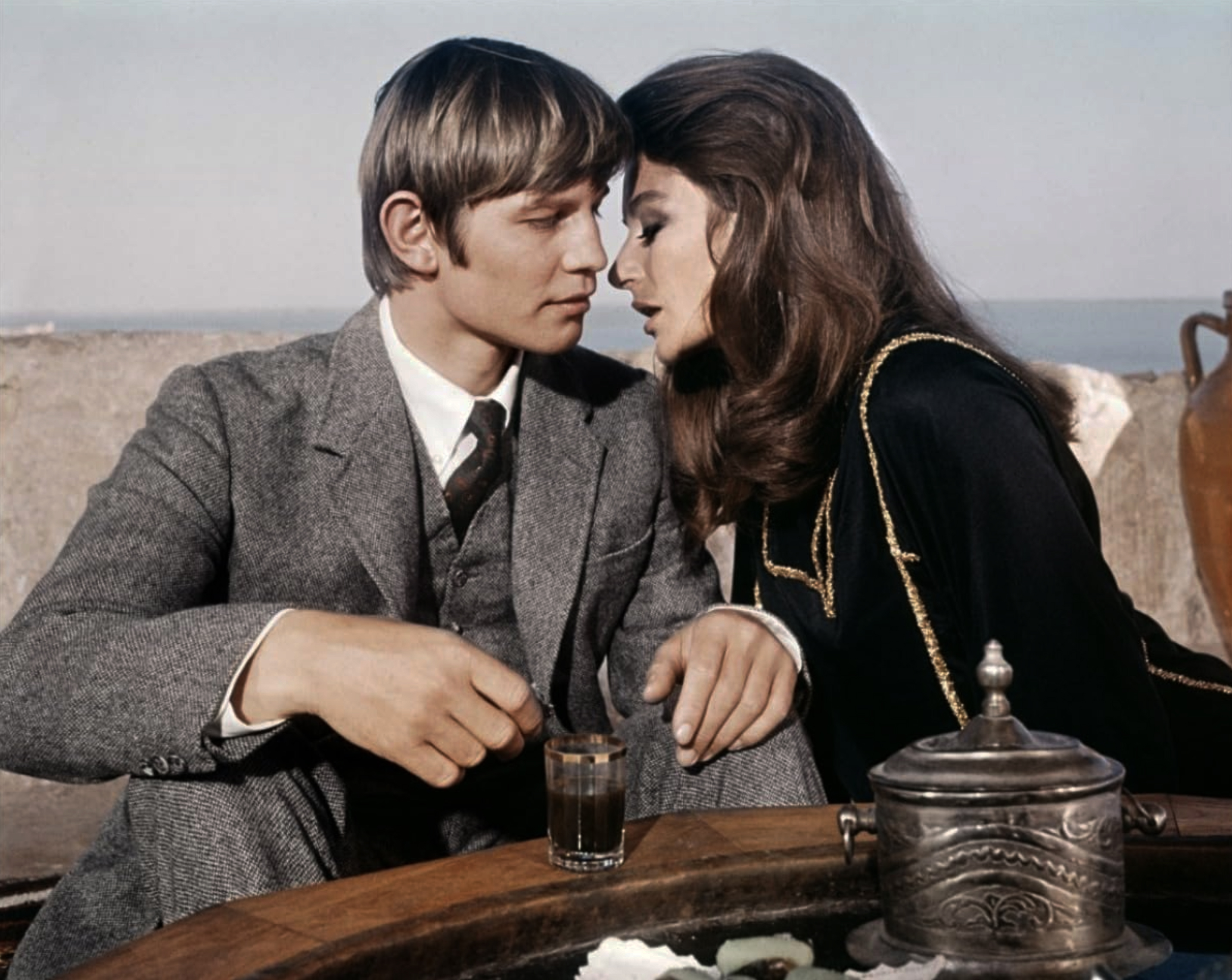
Michael York und Anouk Aimée, 1969

Die Geschichte spielt unter europäischen und arabischen Großbürgern im nordägyptischen Alexandria des Jahres 1938. Die Bedrohungen aus dem immer unruhiger werdenden Europa kurz vor Ausbruch des Zweiten Weltkriegs scheinen hier, in der Abgeschiedenheit Nordafrikas, noch weit entfernt, doch sind sie in ihren Auswirkungen bereits spürbar. Die dunkle Justine ist in einer von glanzvoller Langeweile geprägten Ehe mit einem koptischen Christen, einem reichen ägyptischen Bankier, verbunden. Die elegante Dame ist ebenso schön wie rätselhaft, und ihre Persönlichkeit zieht viele Menschen in ihren Bann, so auch den jungen Englischlehrer Darley, der sich bald unrettbar in sie verliebt.
Kaum jemand ahnt, dass Justine hinter den Kulissen sich verstärkender politischer Spannungen ihre eigenen Ziele verfolgt. Die attraktive Jüdin engagiert sich im Namen des Zionismus und versucht Waffen für die bedrohten jüdischen Siedler nach Palästina zu schmuggeln. Damit stellt sie sich gegen die dort regierenden britischen Behörden. Darley kommt bald hinter Justines Treiben. Diese riskiert, die Kontrolle über ihr Handeln zu verlieren, und bald setzt sie mit ihren erotischen Eskapaden ihr politisches Engagement aufs Spiel. Schließlich fliegt ihre illegale Tätigkeit auf, und Justine muss ins Gefängnis. Desillusioniert kehrt Darley nach England zurück.

## Produktionsnotizen, Veröffentlichung
Alexandria – Treibhaus der Sünde entstand zunächst in Marokko, dann in Tunesien (Außenaufnahmen), unter anderem am und im prachtvollen Ennejma Ezzahra-Palast von Sidi Bou Saïd.
Für den vierfachen Oscar-Preisträger und Chefkameramann Leon Shamroy war dies der letzte Kinospielfilm, den er fotografierte. Jack Martin Smith entwarf die Bauten, die von William J. Creber ausgeführt wurden. Für die filmische Ausstattung sorgte Walter M. Scott, die Kostüme entwarf Irene Sharaff.
Der Film gilt als ein wenig inspiriertes Auftrags- und Nebenwerk von Altmeister Cukor (Die Kameliendame mit Greta Garbo), der die Regie des von Twentieth Century Fox gefeuerten Regisseurs Joseph Strick übernahm, und fand dementsprechend bei der Kritik nur sehr wenig Gegenliebe.
Die Uraufführung des Films fand am 6. August 1969 in den USA statt, die deutsche Erstaufführung war am 26. September 1969. Veröffentlicht wurde der Film zudem 1969 im Vereinigten Königreich, in Frankreich, Finnland, Mexiko, Japan und Schweden und 1970 in Dänemark, Portugal und den Niederlanden. Im März 2006 wurde der Film auf dem Belgrader Filmfestival vorgestellt. Veröffentlicht wurde er zudem in Brasilien, Spanien, Griechenland, Italien und der Türkei.

## Synchronisation
Die deutsche Synchronfassung entstand bei der Berliner Synchron. Hermann Gressieker war für das Dialogbuch und die Dialogregie zuständig.
| Rolle         | Darsteller          | Synchronsprecher       |
| ------------- | ------------------- | ---------------------- |
| Justine       | Anouk Aimée         | Kerstin de Ahna        |
| Pursewarden   | Dirk Bogarde        | Herbert Stass          |
| Darley        | Michael York        | Christian Brückner     |
| Narouz        | Robert Forster      | Fred Maire             |
| Melissa       | Anna Karina         | Ursula Herwig          |
| Pombal        | Philippe Noiret     | Horst Niendorf         |
| Nessim        | John Vernon         | Christian Rode         |
| Memlik Pascha | Michael Constantine | Friedrich Schoenfelder |
| Eigentümer    | Abraham Sofaer      | Curt Ackermann         |

## Kritiken
Der Movie & Video Guide meinte, dass der elegante Film den Fans von Lawrence Durrells Roman Alexandria Quartett kaum gefallen dürfte, aber als „exotischer Kitsch“ durchaus funktioniere. Halliwell’s Film Guide fand, dass der Film gegenüber dem Roman „katastrophal eingedampft“ worden und dabei das Atmosphärische verloren gegangen sei. „Das Resultat ist wie eine schlechte Probe für einen Film.“
„George Cukor versuchte der konventionellen Literaturverfilmung ein paar Widerborstigkeiten einzuhauchen; trotzdem ein eher mißratener Film“, urteilte das Lexikon des Internationalen Films.
Kino.de sprach von einer eher „uninspirierte[n] Auftragsarbeit“ bei einem „der letzten Filme von George Cukor“ und führte weiter aus: „Nachdem er die Regie eher ohne größere Begeisterung angenommen hatte, versuchte Cukor der im Großen und Ganzen konventionellen Literaturverfilmung nach Lawrence Durrell einige überraschende Untertöne zu verleihen. Nicht immer mit Erfolg.“

## Auszeichnungen
- 1970 Nominierung bei den Laurel Awards für den Golden Laurel Jerry Goldsmith mit Music Man und Leon Shamroy für seine Arbeit an der Kamera